# Zelimkhan Abakarov
Zelimkhan Abakarov (in russo Зелимхан Арсенович Абакаров?, Zelimchan Arsenovič Abakarov; Chasavjurt, 14 luglio 1993) è un lottatore russo naturalizzato albanese, specializzato nella lotta greco-romana e libera.

## Biografia
Ha gareggiato con la nazionale russa dal 2013 al 2022, senza mai prendere parte a campionati iridati o continentali.
Dal 2022 compete per l'Albania. 
Ai Giochi del Mediterraneo di Orano 2022 ha vinto l'oro nel torneo di lotta libera 65 kg, sperando l'egiziano Yehia Hafez in finale. Si è laureato campione iridato ai mondiali di Belgrado 2022 nella lotta libera 57 kg, dove ha sconfitto per superiorità tecnica il colombiano Óscar Tigreros ai sedicesimi, il cubano Reineri Andreu agli ottavi e l'uzbeko Gulomjon Abdullaev ai quarti. In semifinale ha battuto ai punti il serbo Stevan Mićić ed in finale ha sconfitto per 7-2 lo statunitense Thomas Gilman.
Agli europei di Zagabria 2023 ha ottenuto l'argento nella lotta libera 61 kg, perdendo la finale contro l'armeno Arsen Harutyunyan.
Ai mondiali di Belgrado 2023 è stato estromesso dal tabellone principale del torneo di lotta libera 57 kg in semifinale per mano del serbo Stevan Mićić. Ha poi prevalso contro l'atleta indipendente Zaur Uguev nella finale per il bronzo.

## Palmarès
| Anno                            | Manifestazione                    | Sede     | Evento   | Risultato | Note |
| ------------------------------- | --------------------------------- | -------- | -------- | --------- | ---- |
| In rappresentanza della Albania |                                   |          |          |           |      |
| 2022                            | Europei                           | Budapest | LL 61 kg | 7º        |      |
| 2022                            | Europei                           | Budapest | GR 67 kg | 18º       |      |
| 2022                            | Giochi del Mediterraneo           | Orano    | LL 65 kg | Oro       |      |
| 2022                            | Giochi della solidarietà islamica | Konya    | LL 65 kg | Argento   |      |
| 2022                            | Mondiali                          | Belgrado | LL 57 kg | Oro       |      |
| 2023                            | Europei                           | Zagabria | LL 61 kg | Argento   |      |
| 2023                            | Mondiali                          | Belgrado | LL 57 kg | Bronzo    |      |